# Hypertantulus siphonicola
Hypertantulus siphonicola is een kreeftachtigensoort uit de familie van de Basipodellidae. De wetenschappelijke naam van de soort is voor het eerst geldig gepubliceerd in 1998 door Ohtsuka & Boxshall.